# Sankthelenasumphöna

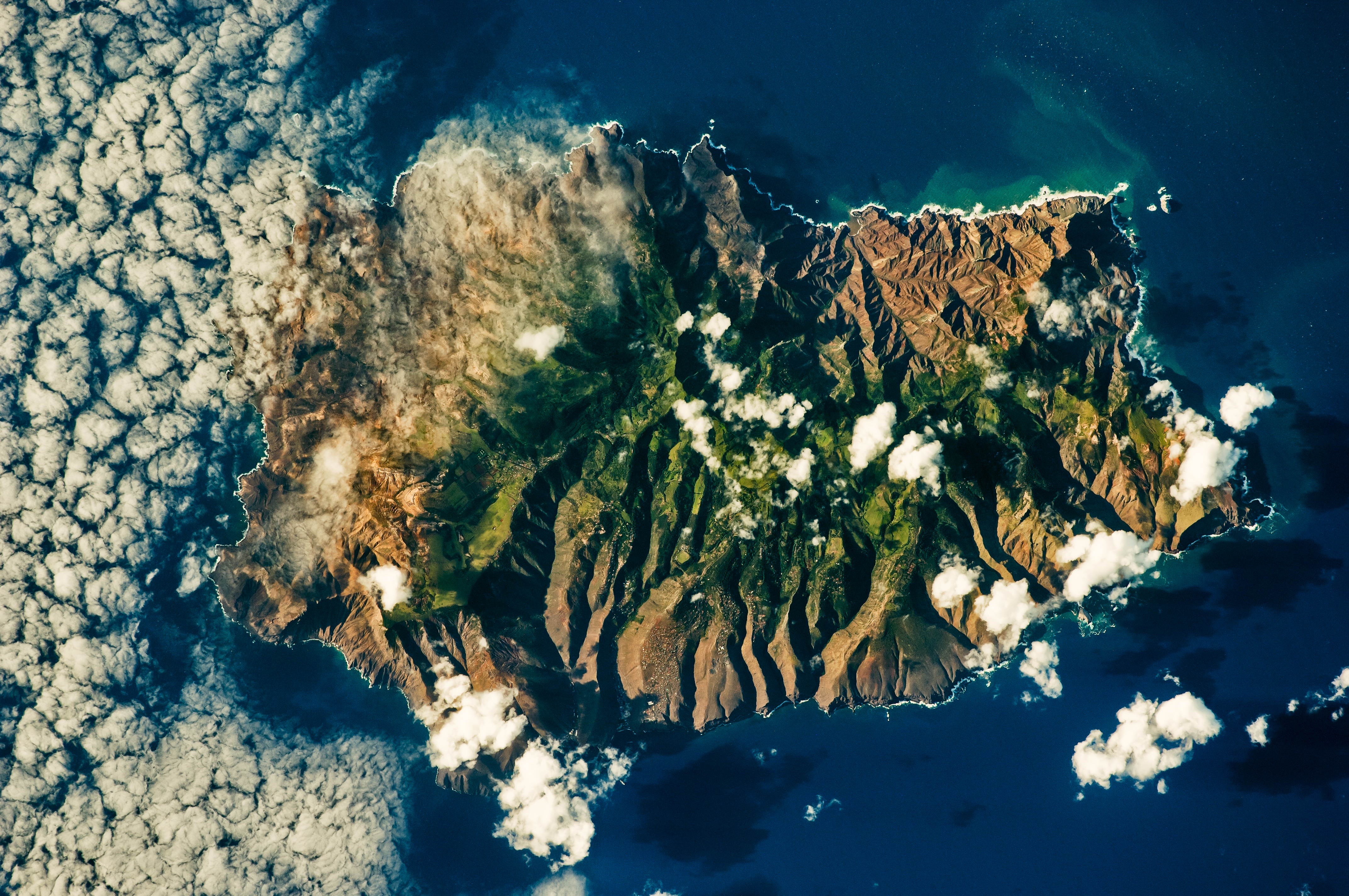
Flygbild över den isolerade ön Sankta Helena där benlämningar av arten hittats.

Sankthelenasumphöna (Zapornia astrictocarpus) är en utdöd fågel i familjen rallar inom ordningen tran- och rallfåglar. Fågeln fanns på ön Sankta Helena i Atlanten och är känd från benlämningar. Den dog ut snart efter att ön upptäcktes 1502. IUCN kategoriserar arten som utdöd.